# アカデミー・フランセーズの会員の一覧
これはアカデミー・フランセーズの座席番号である。アカデミー会員の主な職業が示されている。データは会員の期間を示し、一度選ばれた会員は生涯それを受け持つが1803年と1816年の再編成やそれ以外の時に「除名」されたことがある。

## 座席番号1
1. ピエール・セギエ Pierre Séguier 1635年-1643年、政治家・行政官
2. クロード・バザン・ド・ブゾン Claude Bazin de Bezons 1643年-1684年、弁護士
3. ニコラ・ボアロー＝デプレオー Nicolas Boileau-Despréaux 1684年-1711年、詩人・批評家
4. ジャン・デストレー Jean d'Estrées 1711年-1718年、聖職者・政治家
5. マルク＝ルネ・ダルジャンソン Marc-René d'Argenson 1718年-1721年、政治家
6. ジャン＝ジョゼフ・ランゲ・ド・ジェルジー Jean-Joseph Languet de Gergy 1721年-1753年、聖職者
7. ビュフォン伯爵ジョルジュ＝ルイ・ルクレール George-Louis Leclerc, comte de Buffon 1753年-1788年随筆家
8. フェリックス・ヴィック・ダジール Félix Vicq d'Azir 1788年-1794年、内科医
9. フランソワ＝ユルバン・ドメルグ François-Urbain Domergue 1803年-1810年、文法学者
10. アンジュ＝フランソワ・ファリオー Ange-François Fariau 1810年、詩人・翻訳家
11. フランソワゾーギュスト・パルスヴァル＝グランメゾン François-Auguste Parseval-Grandmaison 1811年-1834年、詩人
12. ナルシス＝アシル・ド・サルヴァンディ Narcisse-Achille de Salvandy 1835年-1856年、政治家・歴史家
13. エミール・オジエ Émile Augier 1857年-1889年、詩人・劇作家
14. シャルル・ド・フレシネ Charles de Freycinet 1890年-1923年、政治家・物理学者
15. エミール・ピカール Émile Picard 1924年-1941年、数学者
16. ルイ・ド・ブロイ Louis de Broglie 1944年-1987年、物理学者・数学者
17. ミシェル・ドブレ Michel Debré 1988年-1996年、政治家
18. フランソワ・フュレ François Furet 1997年、歴史家
19. ルネ・レモン René Rémond 1998年-2007年、歴史家
20. クロード・ダジャン Claude Dagens 2008年選出、聖職者

## 座席番号2
1. ヴァランタン・コンラール（英語版） Valentin Conrart 1634年-1675年、詩人・文法学者
2. トゥッサン・ローズ Toussaint Rose 1675年-1701年、雄弁家
3. ルイ・ド・サシー Louis de Sacy 1701年-1727年、弁護士
4. モンテスキュー男爵シャルル・ド・セコンダ Charles de Secondat, Baron de Montesquieu 1728年-1755年、行政官・哲学者
5. ジャン＝バティスト・ド・ヴィヴィアン・ド・シャトーブラン Jean-Baptiste de Vivien de Châteaubrun 1755年-1775年、詩人・劇作家
6. フランソワ＝ジャン・ド・シャテリュクス François-Jean de Chastellux 1775年-1788年、musician
7. エマール＝シャルル＝マリー・ド・ニコライ Aimar-Charles-Marie de Nicolaï 1788年-1794年、行政官
8. ニコラス＝ルイ・フランソワ・ド・ヌフシャトー Nicolas-Louis François de Neufchâteau 1803年-1828年、政治家・言語学者
9. ピエール＝アントワーヌ・ルブラン Pierre-Antoine Lebrun 1828年-1873年、政治家・詩人
10. アレクサンドル・デュマ・フィス Alexandre Dumas, fils 1874年-1895年、劇作家・小説家
11. アンドレ・トゥーリエ André Theuriet 1833年-1907年、小説家・詩人
12. ジャン・リシュパン Jean Richepin 1908年-1926年、詩人・小説家
13. エミール・マール Émile Mâle 1927年-1954年、美術 歴史家
14. フランソワ・アルベール＝ビュイッソン François Albert-Buisson 1955年-1961年、行政官・政治家
15. マルク・ボーニェ Marc Boegner 1962年-1970年、聖職者・神学者
16. ルネ・ド・カストリ René de Castries 1972年-1986年、歴史家
17. アンドレ・フロッサール André Frossard 1987年-1995年、随筆家・ジャーナリスト
18. エクトール・ビアンシオッティ Hector Bianciotti 1996年-2012年、小説家
19. ダニー・ラフェリエール Dany Laferrière 2013年選出、小説家

## 座席番号3
1. ジャック・ド・スリゼー Jacques de Serisay 1634年-1653年、詩人
2. ポール＝フィリップ・ド・ショモン Paul-Philippe de Chaumont 1654年-1697年、聖職者
3. ルイ・クザン Louis Cousin 1697年-1707年、歴史家・ジャーナリスト
4. ミムール公爵ジャック＝ルイ・ド・ヴァロン Jacques-Louis de Valon, marquis de Mimeure 1707年-1719年、詩人・翻訳家
5. ニコラ・ジェディオン Nicolas Gédyon 1719年-1744年、聖職者
6. フランソワ＝ジョアシャン・ド・ピエール・ド・ベルニ François-Joachim de Pierre de Bernis 1744年-1794年、聖職者
7. ロシャンブロワーズ・キュキュロン・シカール Roch-Ambroise Cucurron Sicard 1803年-1822年、聖職者・文法学者
8. ドニ＝リュック・フレッシヌス Denis-Luc Frayssinous 1822年-1841年、聖職者
9. エティエンヌ・ドニ・パスキエ Étienne-Denis Pasquier 1842年-1862年、政治家
10. ジュール＝アルマン・デュフォール Jules-Armand Dufaure 1863年-1881年、政治家・弁護士
11. ヴィクトール・シェルビュリエ Victor Cherbuliez 1881年-1899年、小説家・劇作家
12. エミール・ファゲ Émile Faguet 1900年-1916年、文学 評論家・歴史家
13. ジョルジュ・クレマンソー Georges Clemenceau 1918年-1929年、政治家・医者
14. アンドレ・ショーメ André Chaumeix 1930年-1955年、ジャーナリスト・評論家
15. ジェローム・カルコピノ Jérôme Carcopino 1955年-1970年、歴史家・考古学者
16. ロジェ・カイヨワ Roger Caillois 1971年-1978年、随筆家・社会学者
17. マルグリット・ユルスナール Marguerite Yourcenar 1980年-1987年、小説家・随筆家。女性初のアカデミー・フランセーズ会員。
18. ジャン＝ドニ・ブルダン Jean-Denis Bredin 1989年-2021年、行政官・随筆家

## 座席番号4
1. ジャン・デマレ・ド・サン＝ソルラン Jean Desmarets de Saint-Sorlin 1634年-1676年、詩人・小説家
2. ジャン＝ジャック・ド・メム Jean-Jacques de Mesmes 1676年-1688年、行政官
3. ジャン・テステュ・ド・モロワ Jean Testu de Mauroy 1688年-1706年、聖職者
4. カミーユ・ル・テリエ・ド・ルヴォワ Camille le Tellier de Louvois 1706年-1718年、聖職者
5. ジャン＝バティスト・マシヨン Jean-Baptiste Massillon 1718年-1742年、聖職者
6. ルイ＝ジュール・マンシーニ＝マザリーニ Louis-Jules Mancini-Mazarini 1742年-1798年、政治家・詩人
7. ガブリエル＝マリー・ルグヴェ Gabriel-Marie Legouvé 1803年-1812年、詩人
8. アレクサンドル＝ヴァンサン・ピヌー・デュヴァル Alexandre-Vincent Pineux Duval 1812年-1842年、詩人・劇作家
9. ピエール＝シモン・バランシュ Pierre-Simon Ballanche 1842年-1847年、哲学者
10. ジャン・ヴァトゥー Jean Vatout 1848年、詩人
11. サン＝プリエスト伯爵アレクシス・ド・ギニャール Alexis de Guignard, Comte de Saint-Priest 1849年-1851年、政治家・歴史家
12. ピエール＝アントワーヌ・ベリエ Pierre-Antoine Berryer 1852年-1868年、弁護士
13. フランソワ＝ジョセフ・ド・シャンパニー François-Joseph de Champagny 1869年-1882年、歴史家
14. シャルル・ド・マザード Charles de Mazade 1882年-1893年、詩人・評論家
15. ジョゼ＝マリア・ド・エレディア José-Maria de Heredia 1894年-1905年、詩人
16. モーリス・バレス Maurice Barrès 1906年-1923年、小説家・政治家
17. ルイ・ベルトラン Louis Bertrand 1925年-1941年、小説家・歴史家
18. ジャン・タロー Jean Tharaud 1946年-1952年、小説家
19. アルフォンス・ジュアン Alphonse Juin 1952年-1967年、軍人
20. ピエール・エマニュエル Pierre Emmanuel 1968年-1984年、詩人
21. ジャン・アンビュルジェ Jean Hamburger 1985年-1992年、医者・随筆家
22. アルベール・ドクルトレ Albert Decourtray 1993年-1994年、聖職者
23. ジャン＝マリー・リュスティジェ Jean-Marie Lustiger 1995年-2007年、聖職者
24. ジャン＝リュック・マリオン Jean-Luc Marion 2008年選出、哲学者

## 座席番号5
1. ジャン・オジエ・ド・ゴンボール Jean Ogier de Gombauld 1634年-1666年、詩人・劇作家
2. ポール・タルマン・ル・ジューヌ Paul Tallement le Jeune 1666年-1712年、聖職者
3. アントワーヌ・ダンシェ Antoine Danchet 1712年-1748年、劇作家・詩人
4. ジャン＝バティスト＝ルイ・グレッセ Jean-Baptiste-Louis Gresset 1748年-1777年、劇作家
5. クロード＝フランソワ＝グザヴィエ・ミロ Claude-François-Xavier Millot 1777年-1785年、聖職者
6. アンドレ・モルレ André Morellet 1785年-1819年、聖職者
7. ピエール＝エドゥアール・レモンテー Pierre-Édouard Lémontey 1819年-1826年、政治家・弁護士
8. ジョゼフ・フーリエ Joseph Fourier 1826年-1830年、数学者・物理学者
9. ヴィクトル・クザン Victor Cousin 1830年-1867年、政治家・哲学者
10. ジュール・ファーヴル Jules Favre 1867年-1880年、政治家・弁護士
11. エドモン・ルース Edmond Rousse 1880年-1906年、弁護士
12. ピエール・ド・セギュール Pierre de Ségur 1907年-1916年、歴史家
13. ロベール・ド・フレール Robert de Flers 1920年-1927年、劇作家・ジャーナリスト
14. ルイ・マドラン Louis Madelin 1927年-1956年、歴史家
15. ロベール・ケンプ Robert Kemp 1956年-1959年、文学・演劇評論家
16. ルネ・ユイグ René Huyghe 1960年-1997年、美術 歴史家・随筆家
17. ジョルジュ・ヴデル Georges Vedel 1998年-2002年、行政官
18. アシア・ジェバール Assia Djebar 2005年-2015年、小説家・映画監督
19. アンドレイ・マキーヌ Andreï Makine 2016年選出、小説家

## 座席番号6
1. フランソワ・ル・メテル・ド・ボワロベール François le Métel de Boisrobert 1634年-1662年、聖職者・詩人
2. ジャン・ルノー・ド・スグレ Jean Renaud de Segrais 1662年-1701年、詩人・小説家
3. ジャン・ガルベール・ド・カンピストロン Jean Galbert de Campistron 1701年-1723年、劇作家
4. フィリップ・ネリコー・デトゥーシュ Philippe Néricault Destouches 1723年-1754年、劇作家・外交官
5. ルイ・ド・ボワシ Louis de Boissy 1754年-1758年、詩人
6. ジャン＝バティスト・ド・ラ・キュルヌ・ド・サント＝パレー Jean-Baptiste de La Curne de Sainte-Palaye 1758年-1781年、考古学者
7. セバスティアン＝ロシュ＝ニコラ・シャンフォール Sébastien-Roch-Nicolas Chamfort 1781年-1794年、劇作家・出版業者
8. ピエール＝ルイス・ロデレール Pierre-Louis Roederer 1803年-1835年、政治家・弁護士
9. ピエール＝マルク＝ガストン・ド・レヴィ Pierre-Marc-Gaston de Lévis 1816年-1830年、政治家
10. フィリップ＝ポール・ド・セギュール Philippe-Paul de Ségur 1830年-1873年、外交官・歴史家
11. シャルル・ド・ヴィエル＝カステル Charles de Viel-Castel 1873年-1887年、外交官
12. エドモン・ジュリアン・ド・ラ・グラヴィエール Edmond Jurien de la Gravière 1888年-1892年、海軍軍人
13. エルネスト・ラヴィス Ernest Lavisse 1892年-1922年、歴史家
14. ジョルジュ・ド・ポルト＝リシュ Georges de Porto-Riche 1923年-1930年、劇作家・詩人
15. ピエール・ブノワ Pierre Benoit 1931年-1962年、小説家
16. ジャン・ポーラン Jean Paulhan 1963年-1968年、文学・芸術評論家
17. ウジェーヌ・イヨネスコ Eugène Ionesco 1970年-1994年、劇作家
18. マルク・フュマロリ Marc Fumaroli 1995年-2020年、歴史家・随筆家
19. クリスチャン・ジャンベット Christian Jambet 2024年選出、哲学者

## 座席番号7
1. ジャン・シャプラン Jean Chapelain 1634年-1674年、王室相談役
2. イザーク・ド・バンスラード Isaac de Benserade 1674年-1691年、詩人・劇作家
3. エティエンヌ・パヴィヨン Étienne Pavillon 1691年-1705年、弁護士・詩人
4. ファビオ・ブリュラール・ド・シルリー Fabio Brulart de Sillery 1705年-1714年、聖職者・詩人
5. アンリ・ジャック・ド・ラ・フォルス公爵 Henri-Jacques de la Force, Duc de la Force 1715年-1726年、経済学者
6. ジャン＝バティスト・ド・ミラボー Jean-Baptiste de Mirabaud 1726年-1760年、翻訳家
7. クロード＝アンリ・ヴァトレ Claude-Henri Watelet 1760年-1786年、画家
8. ミシェル＝ジャン・スデーヌ Michel-Jean Sedaine 1786年-1797年、詩人・劇作家
9. ジャン＝フランソワ・コラン・ダルルヴィル Jean-François Collin d'Harleville 1803年-1806年、劇作家・詩人
10. ピエール・ダリュ Pierre Daru 1806年-1829年、政治家・歴史家
11. アルフォンス・ド・ラマルティーヌ Alphonse de Lamartine 1829年-1869年、政治家・詩人
12. エミール・オリヴィエ Émile Ollivier 1870年-1913年、政治家・弁護士
13. アンリ・ベルクソン Henri Bergson 1914年-1941年、哲学者
14. エドゥアール・ル・ロワ Édouard le Roy 1945年-1954年、哲学者・数学者
15. アンリ・プティオ（ダニエル＝ロップス） Henri Petiot （Daniel-Rops） 1955年-1965年、詩人・小説家
16. ピエール＝アンリ・シモン Pierre-Henri Simon 1966年-1972年、文学 歴史家・小説家
17. アンドレ・ルッサン André Roussin 1973年-1987年、劇作家
18. ジャクリーヌ・ド・ロミリ Jacqueline de Romilly 1988年-2010年、言語学者・随筆家
19. ジュール・ホフマン Jules A. Hoffmann 2012年選出、生物学者

## 座席番号8
1. クロード・ド・マルヴィル Claude de Malleville 1634年-1647年、詩人
2. ジャン・バルダン Jean Ballesdens 1648年-1675年、弁護士
3. ジェロー・ド・コルドモワ Géraud de Cordemoy 1675年-1684年、哲学者・歴史家
4. ジャン＝ルイ・ベルジュレ Jean-Louis Bergeret 1684年-1694年、弁護士
5. シャルル＝イレネー・カステル・ド・サン＝ピエール Charles-Irénée Castel de Saint-Pierre 1694年-1743年、聖職者
6. ピエール＝ルイ・モロー・ド・モペルテュイ Pierre-Louis Moreau de Maupertuis 1743年-1759年、天文学者
7. ポンピニャン侯爵ジャン＝ジャック・ルフラン Jean-Jacques Lefranc、marquis de Pompignan 1759年-1784年、行政官・経済学者
8. ジャン＝シフラン・モーリー Jean-Sifrein Maury 1784年、聖職者・政治家。再編成で1803年に除籍、座席番号15も参照
9. ミシェル＝ルイ＝エティエンヌ・レニョー・ド・サン＝ジャン・ダンジェリ Michel-Louis-Étienne Regnaud de Saint-Jean d'Angély 1803年-1819年、政治家・弁護士
10. ピエール＝シモン・ラプラス Pierre-Simon Laplace 1816年-1827年、政治家・数学者
11. ピエール＝ポール・ロワイエ＝コラール Pierre-Paul Royer-Collard 1827年-1845年、政治家
12. シャルル・ド・レミュザ Charles de Rémusat 1846年-1875年、政治家・哲学者
13. ジュール・シモン Jules Simon 1875年-1896年、政治家・哲学者
14. アルベール・ド・マン Albert de Mun 1897年-1914年、政治家・軍人
15. アルフレッド・ボードリヤール Alfred Baudrillart 1918年-1942年、聖職者・歴史家
16. オクターヴ・オーブリー Octave Aubry 1946年-1946年、歴史家・官僚
17. エドゥアール・エリオ Édouard Herriot 1946年-1957年、政治家・文学 歴史家
18. ジャン・ロスタン Jean Rostand 1959年-1977年、生物学者・哲学者
19. ミシェル・デオン Michel Déon 1978年-2016年、小説家
20. ダニエル・ロンドー（フランス語版） 2019年選出、作家、外交官

## 座席番号9
1. ニコラ・ファレ Nicolas Faret 1634年-1646年、詩人
2. ピエール・デュ・リエ Pierre du Ryer 1646年-1658年、劇作家
3. セザール・デストレ César d'Estrées 1658年-1714年、聖職者・政治家
4. ヴィクトール＝マリー・デストレ Victor-Marie d'Estrées 1715年-1737年、政治家・軍人
5. シャルル＝アルマン＝ルネ・ド・ラ・トレモイユ Charles-Armand-René de la Trémoille 1738年-1741年、貴族
6. アルマン・ド・ロアン＝スビーズ Armand de Rohan-Soubise 1741年-1756年、聖職者
7. アントワーヌ・ド・マルヴァン・ド・モンタゼ Antoine de Malvin de Montazet 1756年-1788年、聖職者
8. スタニスラス・ド・ブーフレール Stanislas de Boufflers 1788年-1815年、詩人
9. ルイ＝ピエール＝マリー＝フランソワ・バウール＝ロルミアン Louis-Pierre-Marie-François Baour-Lormian 1815年-1854年、詩人・劇作家
10. フランソワ・ポンサール François Ponsard 1855年-1867年、劇作家
11. ジョゼフ・オートラン Joseph Autran 1868年-1877年、詩人
12. ヴィクトリアン・サルドゥ Victorien Sardou 1877年-1908年、劇作家
13. マルセル・プレヴォー Marcel Prévost 1909年-1941年、小説家
14. エミール・アンリオ Émile Henriot 1945年-1961年、小説家・文学 評論家
15. ジャン・ゲーノ Jean Guéhenno 1962年-1978年、随筆家
16. アラン・ドゥコー Alain Decaux 1979年-2016年、歴史家
17. パトリック・グランヴィル 2018年選出、小説家[1]

## 座席番号10
1. アントワーヌ・ゴドー Antoine Godeau 1634年-1672年、聖職者・詩人
2. エスプリー・フレシエ Esprit Fléchier 1672年-1710年、聖職者
3. アンリ・ド・ネスモン Henri de Nesmond 1710年-1727年、聖職者
4. ジャン＝ジャック・アムロ・ド・シャイユー Jean-Jacques Amelot de Chaillou 1727年-1749年、政治家
5. シャルル・ルイ・オーギュスト・フーケ・ド・ベル＝イル Charles-Louis-Auguste Fouquet de Belle-Isle 1749年-1761年、政治家・軍人
6. ニコラ＝シャルル＝ジョセフ・トリュブレ Nicolas-Charles-Joseph Trublet 1761年-1770年、聖職者
7. ジャン＝フランソワ・ド・サン＝ランベール Jean-François de Saint-Lambert 1770年-1803年、詩人・哲学者
8. ユーグ＝ベルナール・マレ Hugues-Bernard Maret 1803年-1839年、政治家・外交官
9. ジョゼフ・レネ Joseph Lainé 1816年-1835年、政治家・行政官
10. エマニュエル・メルシエ・デュパティ Emmanuel Mercier Dupaty 1836年-1851年、詩人・劇作家
11. アルフレッド・ド・ミュッセ Alfred de Musset 1852年-1857年、劇作家・詩人
12. ヴィクトール・ド・ラプラード Victor de Laprade 1858年-1883年、詩人
13. フランソワ・コペ François Coppée 1884年-1908年、詩人・小説家
14. ジャン・エカール Jean Aicard 1909年-1921年、詩人・小説家
15. カミーユ・ジュリアン Camille Jullian 1924年-1933年、歴史家・言語学者
16. レオン・ベラール Léon Bérard 1934年-1960年、政治家・弁護士
17. ジャン・ギトン Jean Guitton 1961年-1999年、神学者
18. フロランス・ドゥレ Florence Delay 2000年選出、小説家・劇作家

## 座席番号11
1. フィリップ・アベール Philippe Habert 1634年-1638年、詩人
2. ジャック・エスプリ Jacques Esprit 1639年-1678年、政治家
3. ジャック＝ニコラ・コルベール Jacques-Nicolas Colbert 1678年-1707年、聖職者
4. クロード＝フランソワ・フラギエ Claude-François Fraguier 1707年-1728年、聖職者
5. シャルル・ドルレアン・ド・ロトラン Charles d'Orléans de Rothelin 1728年-1744年、聖職者
6. ガブリエル・ジラール Gabriel Girard 1744年-1748年、聖職者
7. アントワーヌ＝ルネ・ド・ヴォワイエ・ダルジャンソン・ド・ポルミ Antoine-René de Voyer d'Argenson de Paulmy 1748年-1787年、政治家
8. アンリ＝カルダン＝ジャン＝バティスト・ダゲッソー Henri-Cardin-Jean-Baptiste d'Aguesseau 1787年-1826年、政治家
9. シャルル・ブリフォー Charles Brifaut 1826年-1857年、詩人・劇作家
10. ジュール・サンドー Jules Sandeau 1858年-1883年、小説家・劇作家
11. エドモン・アブー Edmond About 1884年-1885年、小説家・劇作家
12. レオン・セイ Léon Say 1886年-1896年、政治家・経済学者
13. アルベール・ヴァンダル Albert Vandal 1896年-1910年、歴史家
14. ドニー・コシャン Denys Cochin 1911年-1922年、政治家
15. ジョルジュ・ゴヨー Georges Goyau 1922年-1939年、歴史家
16. ポール・アザール Paul Hazard 1940年-1944年、歴史家・哲学者
17. モーリス・ガルソン Maurice Garçon 1946年-1967年、弁護士・小説家・歴史家
18. ポール・モラン Paul Morand 1968年-1976年、外交官・小説家・劇作家・詩人
19. アラン・ペールフィット Alain Peyrefitte 1977年-1999年、政治家・外交官
20. ガブリエル・ド・ブロイ Gabriel de Broglie 2001年-2025年、歴史家

## 座席番号12
1. ジェルマン・アベール・ド・セリジー Germain Habert de Cérizy 1634年-1654年、聖職者
2. シャルル・コタン Charles Cotin 1655年-1681年、聖職者
3. ルイ・ド・クルシヨン・ド・ダンジョー Louis de Courcillon de Dangeau 1682年-1723年、聖職者・政治家
4. シャルル＝ジャン＝バティスト・フルレオー・ド・モルヴィル Charles-Jean-Baptiste Fleureiau de Morville 1723年-1732年、政治家
5. ジャン・テラソン Jean Terrasson 1732年-1750年、聖職者・哲学者
6. クロード・ド・ティアール・ド・ビシー Claude de Thiard de Bissy 1750年-1810年、軍人
7. ジョゼフ＝アルフォンス・エスメナール Joseph-Alphonse Esménard 1810年-1811年、政治家
8. シャルル・ラクルテール・ジューヌ Charles Lacretelle Jeune 1811年-1855年、歴史家
9. ジャン＝バティスト・ビオ Jean-Baptiste Biot 1856年-1862年、物理学者・数学者
10. ルイ・ド・カルネ Louis de Carné 1863年-1876年、政治家
11. シャルル・ブラン Charles Blanc 1876年-1882年、美術 評論家
12. エドゥアール・パイユロン Édouard Pailleron 1882年-1899年、詩人・劇作家
13. ポール・エルヴュー Paul Hervieu 1900年-1915年、小説家・劇作家
14. フランソワ・ド・キュレル François de Curel 1918年-1928年、劇作家
15. シャルル・ル・ゴフィCharles le Goffic、1930年-1932年、小説家・歴史家
16. アベル・ボナール Abel Bonnard 1932年-1968年、詩人・小説家・政治家
17. ジュール・ロマン Jules Romains 1946年-1972年、小説家・劇作家・詩人
18. ジャン・ドルメソン Jean d'Ormesson 1973年-2017年、小説家
19. シャンタル・トマ Chantal Thomas 2021年選出、小説家

## 座席番号13
1. クロード＝ガスパール・バシェ・ド・メジリアク Claude-Gaspard Bachet de Méziriac 1634年-1638年、文法学者・数学者
2. フランソワ・ド・ラ・モート＝ル＝ヴェイエ François de La Mothe-Le-Vayer 1639年-1672年、評論家、文法学者・哲学者
3. ジャン・ラシーヌ Jean Racine 1672年-1699年、劇作家・数学者・物理学者・医者
4. ジャン＝バティスト＝アンリ・ド・ヴァランクール Jean-Baptiste-Henri de Valincour 1699年-1730年、修史官・海軍大将
5. ジャン＝フランソワ・ルリジェ・ド・ラ・フェイ Jean-François Leriget de La Faye 1730年-1731年、政治家
6. プロスペル・ジョリオ・ド・クレビヨン Prosper Jolyot de Crébillon 1731年-1762年、劇作家
7. クロード＝アンリ・ド・フュゼ・ド・ヴォワズノン Claude-Henri de Fusée de Voisenon 1762年-1775年、聖職者、劇作家・詩人
8. ジャン・ド・デュー＝レーモン・ボワジェラン・ド・キュセ Jean de Dieu-Raymond Boisgelin de Cucé 1776年-1804年、聖職者
9. ジャン＝バティスト・デュロー・ド・ラ・マール Jean-Baptiste Dureau de la Malle 1804年-1807年、翻訳者
10. ルイ＝ブノワ・ピカール Louis-Benoît Picard 1807年-1828年、喜劇俳優・詩人・小説家・劇作家
11. アントワーヌ＝ヴァンサン・アルノー Antoine-Vincent Arnault 1829年-1834年、詩人・寓話作家・劇作家。座席番号16も参照
12. ウジェーヌ・スクリーブ Eugène Scribe 1834年-1861年、劇作家
13. オクターヴ・フイエ Octave Feuillet 1862年-1890年、小説家・劇作家
14. ピエール・ロティ Pierre Loti 1891年-1923年、小説家・軍人
15. アルベール・ベナール Albert Besnard 1924年-1934年、画家・版画家
16. ルイ・ジレ Louis Gillet 1935年-1943年、美術・文学史家
17. ポール・クローデル Paul Claudel 1946年-1955年、詩人・劇作家・小説家・外交官
18. ヴラディミール・ドルメソン Wladimir d'Ormesson 1956年-1973年、政治家・年代記編者・小説家
19. モーリス・シューマン Maurice Schumann 1974年-1998年、政治家・随筆家・ジャーナリスト・小説家・歴史家
20. ピエール・メスメル Pierre Messmer 1999年-2007年、官僚・政治家
21. シモーヌ・ヴェイユ Simone Veil 2008年-2017年、政治家・法律家
22. マウリツィオ・セラ Maurizio Serra 2020年選出、作家・外交官

## 座席番号14
1. フランソワ・メナール François Maynard 1634年-1646年、行政官・詩人
2. ピエール・コルネイユ Pierre Corneille 1647年-1684年、劇作家・弁護士
3. トマ・コルネイユ Thomas Corneille 1684年-1709年、劇作家 ピエールの弟
4. アントワーヌ・ウダール・ド・ラ・モット Antoine Houdar de La Motte 1710年-1731年、劇作家
5. ミシェル＝セルス＝ロジェ・ド・ビュシ＝ラビュタン Michel-Celse-Roger de Bussy-Rabutin 1732年-1736年、聖職者
6. エティエンヌ・ロレオー・ド・フォンスマーニュ Étienne Lauréault de Foncemagne 1736年-1779年、聖職者
7. ミシェル＝ポール＝ギー・ド・シャバノン Michel-Paul-Gui de Chabanon 1779年-1792年、劇作家
8. ジャック＝アンドレ・ネジョン Jacques-André Naigeon 1803年-1810年、百科事典編集者
9. ネポミュセーヌ・ルメルシエ Népomucène Lemercier 1810年-1840年、詩人・劇作家
10. ヴィクトル・ユーゴー Victor Hugo 1841年-1885年、詩人、劇作家・小説家
11. シャルル・ルコント・ド・リール Charles Leconte de Lisle 1886年-1894年、詩人・劇作家
12. アンリ・ウーセー Henry Houssaye 1894年-1911年、歴史家・小説家
13. ルイ＝ユベール・リヨテ Louis-Hubert Lyautey 1912年-1934年、兵士
14. ルイ・フランシェ・デスペレー Louis Franchet d'Espèrey 1934年-1942年、政治家・軍人
15. ロベール・ダルクール Robert d'Harcourt 1946年-1965年、文学 歴史家・随筆家
16. ジャン・ミストレール Jean Mistler 1966年-1988年、小説家・随筆家・文学史家・音楽評論家・政治家
17. エレーヌ・カレール・ダンコース Hélène Carrère d'Encausse 1990年-2023年、歴史家

## 座席番号15
1. ギヨーム・ボートリュー Guillaume Bautru 1634年-1665年、政治家
2. ジャック・テステュ・ド・ベルヴァル Jacques Testu de Belval 1665年-1706年、聖職者・詩人
3. フランソワ＝ジョゼフ・ド・ボーポワル・ド・サントレール François-Joseph de Beaupoil de Sainte-Aulaire 1706年-1742年、軍人・詩人
4. ジャン＝ジャック・ドルトゥス・ド・メラン Jean-Jacques Dortous de Mairan 1743年-1771年、物理学者・数学者
5. フランソワ・アルノー François Arnaud 1771年-1784年、聖職者
6. ギー＝ジャン＝バティスト・タルジェ Gui-Jean-Baptiste Target 1785年-1806年、行政官
7. ジャン＝シフラン・モーリー Jean-Sifrein Maury 1806年-excluded by ordinance 1816年、聖職者・政治家。座席番号8も参照
8. フランソワ＝グザヴィエ＝マルク＝アントワーヌ・ド・モンテスキュー＝フェザンサック François-Xavier-Marc-Antoine de Montesquiou-Fézensac 1816年 - 1832年、聖職者・政治家
9. アントワーヌ・ジェー Antoine Jay 1832年-1854年、政治家
10. ユスタザード・シルヴェストル・ド・サシ Ustazade Silvestre de Sacy 1854年-1879年、文学評論家
11. ウジェーヌ・ラビッシュ Eugène Labiche 1880年-1888年、劇作家・小説家
12. アンリ・メラック Henri Meilhac 1888年-1897年、劇作家
13. アンリ・ラヴダン Henri Lavedan 1898年-1940年、劇作家・小説家
14. エルネスト・セリエール Ernest Seillière 1946年-1955年、文学史家・哲学史家・随筆家
15. アンドレ・シャンソン André Chamson 1956年-1983年、小説家、随筆家・歴史家
16. フェルナン・ブローデル Fernand Braudel 1984年-1985年、文明史家
17. ジャック・ロラン Jacques Laurent 1986年-2000年、小説家・随筆家・ジャーナリスト
18. フレデリック・ヴィトゥー Frédéric Vitoux 2001年選出、作家・ジャーナリスト

## 座席番号16
1. ジャン・シルモン Jean Sirmond 1634年-1649年、修史家
2. ジャン・ド・モントルル Jean de Montereul 1649年-1651年、聖職者
3. フランソワ・タルマン・レネ François Tallemant l'Aîné 1651年-1693年、聖職者
4. シモン・ド・ラ・ルベール Simon de la Loubère 1693年-1729年、外交官・詩人
5. クロード・サリエ Claude Sallier 1729年-1761年、聖職者・言語学者
6. ジャン＝ジル・デュ・コエトロスケ Jean-Gilles du Coëtlosquet 1761年-1784年、聖職者
7. アンヌ＝ピエール・ド・モンテスキウ＝フェザンサック Anne-Pierre de Montesquiou-Fézensac 1784年-1798年、政治家
8. アントワーヌ＝ヴァンサン・アルノー Antoine-Vincent Arnault 1803年、詩人・寓話作家・劇作家。規定により1816年除名、1829年座席番号13に再選出
9. リシュリュー公爵アルマン・デュ・プレシ Armand du Plessis, Duc de Richelieu 1816年-1822年、政治家
10. ボン＝ジョゼフ・ダシエ Bon-Joseph Dacier 1822年-1833年、言語学者
11. ピエール＝フランソワ・ティソ Pierre-François Tissot 1833年-1854年、詩人・歴史家
12. フェリックス・デュパンルー Félix Dupanloup 1854年-1878年、聖職者
13. エドム＝アルマン＝ガストン・ドーディフレ＝パスキエ Edme-Armand-Gaston d'Audiffret-Pasquier 1878年-1905年、政治家
14. アレクサンドル・リボ Alexandre Ribot 1906年-1923年、政治家・弁護士・行政官・法学者
15. アンリ・ロベール Henri Robert 1923年-1936年、弁護士・歴史家
16. シャルル・モーラス Charles Maurras 1938年、ジャーナリスト・政治家・随筆家・詩人。除名されていないが、座席番号は1945年にヴィシー政権への協力で「公認された欠番」となった
17. アントワーヌ・ド・レヴィ・ミルポワ Antoine de Lévis Mirepoix 1953年-1981年、小説家・歴史家・随筆家
18. レオポルド・セダール・サンゴール Léopold Sédar Senghor 1983年-2001年、セネガル共和国初代大統領、政治家・詩人・随筆家
19. ヴァレリー・ジスカール・デスタン Valéry Giscard d'Estaing 2003年-2020年、フランス第五共和政第3代共和国大統領
20. ラファエル・ガイヤール Raphaël Gaillard 2024年選出、作家・精神科医

## 座席番号17
1. フランソワ・ド・コーヴィニー・ド・コロンビー François de Cauvigny de Colomby 1634年-1649年、詩人
2. フランソワ・トリスタン・レルミート François Tristan l'Hermite 1649年-1655年、劇作家・詩人
3. イッポリト＝ジュール・ピレ・ド・ラ・メナルディエール Hippolyte-Jules Pilet de La Mesnardière 1655年-1663年、評論家・詩人・歴史家
4. サンテニャン公爵フランソワ＝オノラ・ド・ボーヴィリエ François-Honorat de Beauvilliers, duc de Saint-Aignan 1663年-1687年、兵士
5. フランソワ＝ティモレオン・ド・ショワジ François-Timoléon de Choisy 1687年-1724年、聖職者
6. アントワーヌ・ポルテイユ Antoine Portail 1724年-1736年、政治家
7. ピエール＝クロード・ニヴェル・ド・ラ・ショッセ Pierre-Claude Nivelle de La Chaussée 1736年-1754年、劇作家
8. ジャン＝ピエール・ド・ブーゲンヴィル Jean-Pierre de Bougainville 1754年-1763年、歴史家
9. ジャン＝フランソワ・マルモンテル Jean-François Marmontel 1763年-1799年、哲学者・随筆家
10. ルイ＝マルスラン・ド・フォンターヌ Louis-Marcelin de Fontanes 1803年-1821年、政治家・詩人・ジャーナリスト
11. アベル＝フランソワ・ヴィルマン Abel-François Villemain 1821年-1870年、政治家・文学 評論家
12. エミール・リットレ Émile Littré 1871年-1881年、言語学者・哲学者
13. ルイ・パストゥール Louis Pasteur 1881年-1895年、化学者
14. ガストン・パリス Gaston Paris 1896年-1903年、言語学者・文学 歴史家
15. フレデリック・マッソン Frédéric Masson 1903年-1923年、歴史家
16. ジョルジュ・ルコント Georges Lecomte 1924年-1958年、小説家・随筆家・美術 評論家・歴史家
17. ジャン・ドレー Jean Delay 1959年-1987年、精神科医・随筆家・小説家
18. ジャック＝イヴ・クストー Jacques-Yves Cousteau 1988年-1997年、海洋学者・映画監督・随筆家
19. エリック・オルセナ Érik Orsenna 1998年選出、政治家・小説家

## 座席番号18
1. ジャン・ボードワン Jean Baudoin 1634年-1650年、翻訳家
2. フランソワ・シャルパンティエ François Charpentier 1650年-1702年、小説家
3. ジャン＝フランソワ・ド・シャミラール Jean-François de Chamillart 1702年-1714年、聖職者
4. クロード・ルイ・エクトル・ド・ヴィラール Claude-Louis-Hector de Villars 1714年-1734年、政治家・兵士
5. オノレ＝アルマン・ド・ヴィラール Honoré-Armand de Villars 1734年-1770年、政治家
6. エティエンヌ＝シャルル・ド・ロメニー・ド・ブリエンヌ Étienne-Charles de Loménie de Brienne 1770年-1794年、聖職者、政治家・哲学者
7. ジャン＝ジェラール・ラキュエ・ド・セッサック Jean-Gérard Lacuée de Cessac 1803年-1841年、政治家
8. アレクシス・ド・トクヴィル Alexis de Tocqueville 1841年-1859年、政治家・歴史家
9. アンリ・ラコルデール Henri Lacordaire 1860年-1861年、聖職者
10. アルベール・ド・ブロイ Albert de Broglie 1862年-1901年、政治家、外交官・歴史家
11. メルシオール・ド・ヴォギュエ Melchior de Vogüé 1901年-1916年、考古学者・歴史家
12. フェルディナン・フォシュ Ferdinand Foch 1918年-1929年、陸軍軍人
13. フィリップ・ペタン Philippe Pétain 1929年-1946年、陸軍軍人・政治家（ヴィシー政権国家主席〈元首〉）、※1946年-1952年：ペタンの除名により、空席
14. アンドレ・フランソワ＝ポンセ André François-Poncet 1952年-1978年、政治家・外交官
15. エドガール・フォール Edgar Faure 1978年-1988年、政治家・歴史家
16. ミシェル・セール Michel Serres 1990年-2019年、哲学者
17. マリオ・バルガス・リョサ Mario Vargas Llosa 2021年-2025年、作家

## 座席番号19
1. フランソワ・ド・ポルシェール・ダルボー François de Porchères d'Arbaud 1634年-1640年、詩人
2. オリヴィエ・パトリュ Olivier Patru 1640年-1681年、弁護士
3. ニコラ・ポティエ・ド・ノヴィヨン Nicolas Potier de Novion 1681年-1693年、行政官
4. フィリップ・ゴワボー＝デュボワ Philippe Goibaud-Dubois 1693年-1694年、翻訳家
5. シャルル・ボワロー Charles Boileau 1694年-1704年、聖職者
6. ガスパール・アベイユ Gaspard Abeille 1704年-1718年、聖職者
7. ニコラ＝ユベール・ド・モンゴー Nicolas-Hubert de Mongault 1718年-1746年、聖職者
8. シャルル・ピノ・デュクロ Charles Pinot Duclos 1746年-1772年、文法学者・歴史家
9. ニコラ・ボーゼ Nicolas Beauzée 1772年-1789年、文法学者
10. ジャン＝ジャック・バルテルミー Jean-Jacques Barthélemy 1789年-1795年、聖職者
11. マリー＝ジョゼフ・シェニエ Marie-Joseph Chénier 1803年-1811年、詩人・劇作家
12. フランソワ＝ルネ・ド・シャトーブリアン François-René de Châteaubriand 1811年-1848年、政治家・詩人・小説家
13. ポール・ド・ノエル Paul de Noailles 1849年-1885年、歴史家
14. エドゥアール・エルヴェ Édouard Hervé 1886年-1899年、政治家
15. ポール・デシャネル Paul Deschanel 1899年-1922年、政治家
16. オーギュスト・ジョナール Auguste Jonnart 1923年-1927年、政治家・高級官僚・外交官
17. モーリス・パレオローグ Maurice Paléologue 1928年-1944年、外交官・歴史家
18. シャルル・ド・シャンブラン Charles de Chambrun 1946年-1952年、外交官
19. フェルナン・グレッグ Fernand Gregh 1953年-1960年、詩人・文学評論家・歴史家
20. ルネ・クレール René Clair 1960年-1981年、映画監督・小説家
21. ピエール・モワノー Pierre Moinot 1982年-2007年、高級官僚・小説家
22. ジャン＝ルー・ダバディ Jean-Loup Dabadie 2008年-2020年、ジャーナリスト・作詞家・脚本家
23. シルヴィアンヌ・アガサンスキー Sylviane Agacinski 2023年選出、哲学者

## 座席番号20
1. ポール・エー・デュ・シャアストレ Paul Hay du Chaastelet 1634年-1636年、弁護士
2. ニコラ・ペロー・ダブランクール Nicolas Perrot d'Ablancourt 1637年-1664年、翻訳家
3. ロジェ・ド・ビュシー＝ラビュタン Roger de Bussy-Rabutin 1665年-1693年、小説家
4. ジャン＝ポール・ビニョン Jean-Paul Bignon 1693年-1743年、聖職者
5. アルマン＝ジェローム・ビニョン Armand-Jérôme Bignon 1743年-1772年、政治家
6. ルイ＝ジョルジュ・ド・ブレキニー Louis-Georges de Bréquigny 1772年-1795年、歴史家
7. ポンス＝ドニ・エクシャール＝ルブラン Ponce-Denis Écouchard-Lebrun 1803年-1807年、詩人
8. フランソワ＝ジュスト＝マリー・レヌアール François-Juste-Marie Raynouard 1807年-1836年、弁護士・詩人・劇作家
9. フランソワ＝オーギュスト・ミニェ François-Auguste Mignet 1836年-1884年、歴史家
10. ヴィクトル・デュリュイ Victor Duruy 1884年-1894年、政治家・歴史家
11. ジュール・ルメートル Jules Lemaître 1895年-1914年、劇作家・評論家
12. アンリ・ボルドー Henry Bordeaux 1919年-1963年、弁護士・小説家
13. ティエリ・モルニエ Thierry Maulnier 1964年-1988年、ジャーナリスト・劇作家
14. ジョゼ・カバニス José Cabanis 1990年-2000年、行政官・小説家
15. アンジェロ・リナルディ Angelo Rinaldi 2001年選出、作家

## 座席番号21
1. マラン・ル・ロワ・ド・ゴンベヴィル Marin le Roy de Gomberville 1634年-1674年、小説家
2. ピエール＝ダニエル・ユー Pierre-Daniel Huet 1674年-1721年、聖職者
3. ジャン・ボワヴァン・ル・カデ Jean Boivin le Cadet 1721年-1726年、大学教授
4. サンテニャン公爵ポーリッポリト・ド・ボーヴィリエ Paul-Hippolyte de Beauvilliers, Duc de Saint-Aignan 1726年-1776年、政治家
5. シャルル＝ピエール・コラルドー Charles-Pierre Colardeau 1776年、詩人・劇作家
6. ジャン＝フランソワ・ド・ラ・アルプ Jean-François de la Harpe 1776年-1803年、詩人・劇作家・評論家
7. ピエール＝ルイ・ラクルテル・レネ Pierre-Louis Lacretelle l'Aîné 1803年-1824年、弁護士
8. フランソワ＝グザヴィエ＝ジョゼフ・ドロ François-Xavier-Joseph Droz 1824年-1850年、哲学者・歴史家
9. シャルル・ド・モンタランベール Charles de Montalembert 1851年-1870年、哲学者
10. アンリ・ドルレアン Henri d'Orléans, Duc d'Aumale 1871年-1897年、兵士・政治家・歴史家
11. ウジェーヌ・ギヨーム Eugène Guillaume 1898年-1905年、彫刻家
12. エティエンヌ・ラミー Étienne Lamy 1905年-1919年、随筆家、政治家・弁護士
13. アンドレ・シュヴリヨン André Chevrillon 1920年-1957年、随筆家・文学史家・評論家
14. マルセル・アシャール Marcel Achard 1959年-1974年、劇作家・ジャーナリスト
15. フェリシアン・マルソー Félicien Marceau 1975年-2012年、劇作家・小説家・随筆家
16. アラン・フィンケルクロート Alain Finkielkraut 2014年選出、哲学者・随筆家

## 座席番号22
1. アントワーヌ・ジェラール・ド・サンタマン Antoine Gérard de Saint-Amant 1634年-1661年、詩人
2. ジャック・カッサーニュ Jacques Cassagne 1662年-1679年、聖職者・詩人
3. クレシー伯爵ルイ・ド・ヴェルジュ Louis de Verjus, Comte de Crécy 1679年-1709年、政治家
4. ジャン＝アントワーヌ・ド・メム Jean-Antoine de Mesmes 1710年-1723年、行政官
5. ピエール＝ジョゼフ・アラリ Pierre-Joseph Alary 1723年-1770年、聖職者
6. ガブリエル＝アンリ・ガヤール Gabriel-Henri Gaillard 1771年-1806年、聖職者・歴史家・文法学者・ジャーナリスト
7. ルイ＝フィリップ・ド・セギュール Louis-Philippe de Ségur 1803年-1830年、外交官・歴史家・詩人・劇作家
8. ジャン＝ポン＝ギヨーム・ヴィエネ Jean-Pons-Guillaume Viennet 1830年-1868年、政治家・詩人・劇作家
9. ジョゼフ・ドーソンヴィル Joseph d'Haussonville 1869年-1884年、政治家・外交官
10. リュドヴィック・アレヴィ Ludovic Halévy 1884年-1908年、劇作家・歌劇作家・小説家
11. ウジェーヌ・ブリュー Eugène Brieux 1909年-1932年、劇作家
12. フランソワ・モーリアック François Mauriac 1933年-1970年、小説家・随筆家・文学評論家
13. ジュリアン・グリーン Julien Green 1971年-1998年、小説家・劇作家
14. ルネ・ド・オバルディア René de Obaldia 1999年-2022年、劇作家・詩人

## 座席番号23
1. ギヨーム・コルテ Guillaume Colletet 1634年-1659年、弁護士・劇作家
2. ジル・ボワロー Gilles Boileau 1659年-1669年、詩人
3. ジャン・ド・モンティニー Jean de Montigny 1670年-1671年、聖職者・詩人
4. シャルル・ペロー Charles Perrault 1671年-1703年、詩人
5. アルマン＝ガストン＝マクシミリアン・ド・ロアン Armand-Gaston-Maximilien de Rohan 1703年-1749年、聖職者・政治家
6. ルイ＝ギー・ド・ゲラパン・ド・ヴォレアル Louis-Gui de Guérapin de Vauréal 1749年-1760年、聖職者・政治家
7. シャルル＝マリー・ド・ラ・コンダミーヌ Charles-Marie de la Condamine 1760年-1774年、探検家
8. ジャック・ドリル Jacques Delille 1774年-1813年、聖職者・詩人
9. フランソワ＝ニコラ＝ヴァンサン・カンプノン François-Nicolas-Vincent Campenon 1813年-1843年、詩人
10. マルク・ジラルダン Marc Girardin 1844年-1873年、政治家・文学 評論家
11. アルフレッド・メジエール Alfred Mézières 1874年-1915年、文学史家・政治家・随筆家
12. ルネ・ボワレーヴ René Boylesve 1918年-1926年、小説家・詩人
13. アベル・エルマン Abel Hermant 1927年-1950年、小説家・随筆家・ジャーナリスト
14. エティエンヌ・ジルソン Étienne Gilson 1946年-1978年、中世哲学研究者
15. アンリ・グイエ Henri Gouhier 1979年-1994年、哲学者・文学評論家
16. ピエール・ロザンベール Pierre Rosenberg 1995年選出、美術史家・随筆家

## 座席番号24
1. ジャン・シロン Jean Silhon 1634年-1667年、政治家
2. ジャン＝バティスト・コルベール Jean-Baptiste Colbert 1667年-1683年、政治家
3. ジャン・ド・ラ・フォンテーヌ Jean de la Fontaine 1684年-1695年、詩人
4. ジュール・ド・クレランボー Jules de Clérambault 1695年-1714年、聖職者
5. ギヨーム・マッシュー Guillaume Massieu 1714年-1722年、聖職者
6. クロード＝フランソワ＝アレクサンドル・ウットヴィル Claude-François-Alexandre Houtteville 1722年-1742年、聖職者
7. ピエール・カルレ・ド・シャンブラン・ド・マリヴォー Pierre Carlet de Chamblain de Marivaux 1742年-1763年、劇作家・小説家
8. クロード＝フランソワ・リサルド・ド・ラドンヴィリエ Claude-François Lysarde de Radonvilliers 1763年-1789年、聖職者
9. ヴォルネー伯爵コンスタンタン＝フランソワ・シャスブーフ Constantin-François Chasseboeuf, Comte de Volney 1803年-1820年、哲学者
10. クロード＝エマニュエル・ド・パストレ Claude-Emmanuel de Pastoret 1820年-1840年、政治家・弁護士・詩人
11. サントレール伯爵ルイ・ド・ボーポワイユ Louis de Beaupoil, Comte de Sainte-Aulaire 1841年-1854年、政治家
12. ブロイ公爵アシーユ・レオンス・ヴィクトール・シャルル Achille Léonce Victor Charles, Duc de Broglie 1855年-1870年、政治家
13. プロスペル・デュヴェルジエ・ド・オーランヌ Prosper Duvergier de Hauranne 1870年-1881年、政治家
14. アルマン・プリュドム Armand Prudhomme 1881年-1907年、詩人・随筆家
15. アンリ・ポアンカレ Henri Poincaré 1908年-1912年、数学者・天文学者・技師・哲学者
16. アルフレッド・カピュ Alfred Capus 1914年-1922年、劇作家・ジャーナリスト・随筆家
17. エドゥアール・エストニエ Édouard Estaunié 1923年-1942年、小説家・技師
18. ルイ＝パストゥール・ヴァレリー＝ラドー Louis-Pasteur Vallery-Radot 1944年-1970年、医者
19. エティエンヌ・ヴォルフ Étienne Wolff 1971年-1996年、生物学者
20. ジャン＝フランソワ・ルベル Jean-François Revel 1997年-2006年、歴史家・随筆家
21. マックス・ガロ Max Gallo 2007年-2017年、歴史家・文学者・政治家
22. フランソワ・シュロー François Sureau 2020年選出、作家・弁護士

## 座席番号25
1. クロード・ド・レストワール Claude de L'Estoile 1634年-1652年、劇作家・詩人
2. コワスラン公爵アルマン・ド・カンブース Armand de Camboust, Duc de Coislin 1652年-1702年、軍人
3. コワスラン公爵ピエール・ド・カンブース Pierre de Camboust, Duc de Coislin 1702年-1710年、貴族
4. アンリ＝シャルル・ド・コワスラン Henri-Charles de Coislin 1710年-1732年、聖職者
5. ジャン＝バティスト・シュリアン Jean-Baptiste Surian 1733年-1754年、聖職者
6. ダランベールことジャン・ル・ロン Jean Le Rond, dit d'Alembert 1754年-1783年、哲学者・数学者
7. マリー＝ガブリエル＝フローラン＝オーギュスト・ド・ショワズール＝グッフィエ Marie-Gabriel-Florent-Auguste de Choiseul-Gouffier 1783年、1803年、伝記作家、再編成で除名
8. ジャン＝エティエンヌ＝マリー・ポルタリー Jean-Étienne-Marie Portalis 1803年-1807年、政治家・哲学者・弁護士
9. ピエール・ロジョン Pierre Laujon 1807年-1811年、詩人・作詞家
10. シャルル＝ギヨーム・エティエンヌ Charles-Guillaume Étienne 1811年-1816年、詩人・劇作家。規定により除名、座席番号32も参照
11. マリー＝ガブリエル＝フローラントーギュスト・ド・ショワズール＝グッフィエ Marie-Gabriel-Florent-Auguste de Choiseul-Gouffier （2度目）、1816年-1817年
12. ジャン＝ルイ・ラヤ Jean-Louis Laya 1817年-1833年、詩人・劇作家
13. シャルル・ノディエ Charles Nodier 1833年-1844年、小説家・詩人・文法学者
14. プロスペル・メリメ Prosper Mérimée 1844年-1870年、小説家
15. ルイ・ド・ロメニー Louis de Loménie 1871年-1878年、随筆家
16. イッポリト・テーヌ Hippolyte Taine、1878年-1893年、随筆家・歴史家
17. アルベール・ソレル Albert Sorel 1894年-1906年、歴史家
18. モーリス・ドネー Maurice Donnay 1907年-1945年、劇作家
19. マルセル・パニョル Marcel Pagnol 1946年-1974年、劇作家・映画監督・小説家
20. ジャン・ベルナール Jean Bernard 1975年-2006年、内科医
21. ドミニク・フェルナンデス Dominique Fernandez 2007年選出、小説家・文芸評論家

## 座席番号26
1. アマーブル・ド・ブルゼー Amable de Bourzeys 1634年-1672年、聖職者・学者
2. ジャン・ガロワ Jean Gallois 1672年-1707年、聖職者
3. エドム・モンジャン Edme Mongin 1707年-1746年、聖職者
4. ジャン＝イニャス・ド・ラ・ヴィーユ Jean-Ignace de la Ville 1746年-1774年、聖職者・外交官
5. ジャン＝バティスト＝アントワーヌ・シュアール Jean-Baptiste-Antoine Suard 1774年-1817年、随筆家
6. フランソワ・ロジェ François Roger 1817年-1842年、詩人・劇作家
7. アンリ・パタン Henri Patin 1842年-1876年、博士
8. ガストン・ボワシエ Gaston Boissier 1876年-1908年、歴史家・言語学者
9. ルネ・ドゥーミック René Doumic 1909年-1937年、文学史家・評論家・随筆家
10. アンドレ・モーロワ André Maurois 1938年-1967年、小説家・随筆家・文学史家・評論家
11. マルセル・アルラン Marcel Arland 1968年-1986年、小説家・随筆家・文学史家・評論家
12. ジョルジュ・デュビー Georges Duby 1987年-1996年、歴史家
13. ジャン＝マリー・ルアール Jean-Marie Rouart 1997年選出、小説家・随筆家

## 座席番号27
1. アベル・セルヴィアン Abel Servien 1634年-1659年、政治家
2. ジャン＝ジャック・ルノー・ド・ヴィレイエ Jean-Jacques Renouard de Villayer 1659年-1691年、政治家
3. ベルナール・ル・ボヴィエ・ド・フォントネル Bernard le Bovier de Fontenelle 1691年-1757年、劇作家・哲学者
4. アントワーヌ＝ルイ・セギエ Antoine-Louis Séguier 1757年-1792年、弁護士
5. ジャック＝アンリ・ベルナルダン・ド・サン＝ピエール Jacques-Henri Bernardin de Saint-Pierre 1803年-1814年、随筆家
6. エティエンヌ・エニャン Étienne Aignan 1814年-1824年、ジャーナリスト・劇作家
7. アレクサンドル・スーメ Alexandre Soumet 1824年-1845年、詩人・劇作家
8. リュドヴィック・ヴィテ Ludovic Vitet 1845年-1873年、考古学者
9. エルム＝マリー・カロ Elme-Marie Caro 1874年-1887年、哲学者
10. ポール＝ガブリエル・ドッソンヴィル Paul-Gabriel d'Haussonville 1888年-1924年、政治家・弁護士
11. オーギュスト＝アルマン・ド・ラ・フォルス Auguste-Armand de la Force 1925年-1961年、歴史家
12. ジョゼフ・ケッセル Joseph Kessel 1962年-1979年、ジャーナリスト・小説家
13. ミシェル・ドロワ Michel Droit 1980年-2001年、小説家
14. ピエール・ノラ Pierre Nora 2001年選出、歴史家

## 座席番号28
1. ジャン＝ルイ・ゲー・ド・バルザック Jean-Louis Guez de Balzac 1634年-1654年、随筆家
2. ポール＝フィリップ・アルドゥアン・ド・ペレフィクス Paul-Philippe Hardouin de Péréfixe 1654年-1670年、聖職者・歴史家
3. フランソワ・ド・アルレー・ド・シャンヴァロン François de Harlay de Champvallon 1671年-1695年、聖職者
4. アンドレ・ダシエ André Dacier 1695年-1722年、言語学者・翻訳家
5. ギヨーム・デュボワ Guillaume Dubois 1722年-1723年、聖職者・政治家
6. シャルル＝ジャン＝フランソワ・エノー Charles-Jean-François Hénault 1723年-1770年、行政官
7. シャルル＝ジュス・ド・ボヴォー Charles-Just de Beauvau 1771年-1793年、政治家・軍人
8. フィリップ＝アントワーヌ・メルラン・ド・ドゥエ Philippe-Antoine Merlin de Douai 1803年-1838年、政治家・弁護士 規則により解任。
9. アントワーヌ＝フランソワ＝クロード・フェラン Antoine-François-Claude Ferrand 1816年-1825年、行政官・詩人・歴史家・劇作家
10. カシミール・ドラヴィーニュ Casimir Delavigne 1825年-1843年、詩人・劇作家
11. シャルル＝オーギュスタン・サント＝ブーヴ Charles-Augustin Sainte-Beuve 1844年-1869年、随筆家・詩人
12. ジュール・ジャナン Jules Janin 1870年-1874年、小説家・評論家
13. ジョン・ルモワンヌ John Lemoinne 1875年-1892年、外交官・ジャーナリスト
14. フェルディナン・ブリュンティエール Ferdinand Brunetière 1893年-1906年、文学評論家・文学史家・随筆家
15. アンリ・バルブー Henri Barboux 1907年-1910年、弁護士
16. アンリ・ルージョン Henry Roujon 1911年-1914年、高級官僚・随筆家・小説家
17. ルイ・バルトゥー Louis Barthou 1918年-1934年、政治家・行政官・歴史家・文学史家。暗殺
18. クロード・ファレール Claude Farrère 1935年-1957年、小説家・随筆家・歴史家
19. アンリ・トロワイヤ Henri Troyat 1959年-2007年、小説家・文学史家・歴史家
20. ジャン＝クリストフ・リュファン Jean-Christophe Rufin 2008年選出、物理学者・小説家

## 座席番号29
1. ピエール・バルダン Pierre Bardin 1634年-1635年、哲学者・数学者
2. ニコラ・ブルボン Nicolas Bourbon 1637年-1644年、聖職者
3. フランソワ＝アンリ・サロモン・ド・ヴィルラード François-Henri Salomon de Virelade 1644年-1670年、弁護士
4. フィリップ・キノー Philippe Quinault 1670年-1688年、詩人・劇作家
5. フランソワ・ド・カリエール François de Callières 1688年-1717年、言語学者
6. アンドレ＝エルキュール・ド・フルーリー André-Hercule de Fleury 1717年-1743年、聖職者・政治家
7. ポール・ダルベール・ド・リュイヌ Paul d'Albert de Luynes 1743年-1788年、聖職者
8. ジャン＝ピエール・クラリス・ド・フロリアン Jean-Pierre Claris de Florian 1788年-1794年、劇作家・小説家・詩人
9. ジャン＝フランソワ・ケラヴァ Jean-François Cailhava 1803年-1813年、劇作家・詩人・評論家
10. ジョゼフ・ミショー Joseph Michaud 1813年-1839年、ジャーナリスト・歴史家
11. マリー＝ジャン＝ピエール・フルーランス Marie-Jean-Pierre Flourens 1840年-1867年、生理学者
12. クロード・ベルナール Claude Bernard 1868年-1878年、医者
13. エルネスト・ルナン Ernest Renan 1878年-1892年、哲学者
14. ポール＝アルマン・シャルメル＝ラクール Paul-Armand Challemel-Lacour 1893年-1896年、政治家・外交官
15. ガブリエル・アノトー Gabriel Hanotaux 1897年-1944年、政治家・外交官・歴史家
16. アンドレ・シーグフリード André Siegfried 1944年-1959年、歴史家・地理学者
17. アンリ・ド・モンテルラン Henry de Montherlant 1960年-1972年、劇作家・小説家・随筆家
18. クロード・レヴィ＝ストロース Claude Lévi-Strauss 1973年-2009年、人類学者
19. アミン・マアルーフ Amin Maalouf 2011年選出、小説家

## 座席番号30
1. ラカン侯爵オノラー・ド・ビュエイユ Honorat de Bueil, marquis de Racan 1634年-1670年、詩人
2. フランソワ＝セラファン・レニエ＝デマレ François-Séraphin Régnier-Desmarais 1670年-1713年、聖職者・文法学者
3. ベルナール・ド・ラ・モンノワ Bernard de La Monnoye 1713年-1728年、言語学者・評論家
4. ミシェル・ポンセ・ド・ラ・リヴィエール Michel Poncet de La Rivière 1728年-1730年、聖職者
5. ジャック・アルディオン Jacques Hardion 1730年-1766年、歴史家
6. アントワーヌ＝レオナール・トマ Antoine-Léonard Thomas 1766年-1785年、詩人
7. ジャック＝アントワーヌ・イッポリト・ド・ギベール Jacques-Antoine-Hippolyte de Guibert 1785年-1790年、劇作家
8. ジャン＝ジャック・レジ・ド・カンバセレス Jean-Jacques-Régis de Cambacérès 1803年- 1816年政治家。規則により除籍、1824年死去
9. ボナール子爵ルイ・ガブリエル Louis-Gabriel, vicomte de Bonald 1816年-1840年、哲学者・著述家
10. ジャック＝フランソワ・アンスロー Jacques-François Ancelot 1841年-1854年、詩人・小説家・劇作家
11. エルネス・ラグヴェ Ernest Legouvé 1855年-1903年、詩人・小説家・劇作家・随筆家
12. ルネ・バザン René Bazin 1903年-1932年、小説家・随筆家
13. テオドール・ゴスラン Théodore Gosselin 1932年-1935年、歴史家
14. ジョルジュ・デュアメル Georges Duhamel 1935年-1966年、医者・随筆家・小説家・詩人・劇作家
15. モーリス・ドリュオン Maurice Druon 1966年-2009年、政治家・小説家
16. ダニエル・サルナーヴ Danièle Sallenave 2011年選出、小説家・ジャーナリスト

## 座席番号31
1. ピエール・ド・ボワサ Pierre de Boissat 1634年-1662年、軍人
2. アントワーヌ・フュルティエール Antoine Furetière 1662年-1685年、詩人・寓話作家・小説家。除外されたが新たに選出されなかった。1688年死去
3. ジャン・ド・ラ・シャペル Jean de La Chapelle 1688年-1723年、詩人
4. ピエール＝ジョゼフ・トゥリエ・ドリヴェ Pierre-Joseph Thoulier d'Olivet 1723年-1768年、聖職者・文法学者
5. エティエンヌ・ボノ・ドゥ・コンディヤック Étienne Bonnot de Condillac 1768年-1780年、聖職者・哲学者
6. ルイ＝エリザベート・ド・ラ・ヴェルニュ・ド・トレッサン Louis-Élisabeth de La Vergne de Tressan 1780年-1783年、詩人・物理学者
7. ジャン＝シルヴァン・バイイ Jean-Sylvain Bailly 1783年-1793年、数学者。断頭（ギロチン）罪
8. エマニュエル＝ジョゼフ・シエイエス Emmanuel-Joseph Sieyès 1803年-1816年、聖職者・随筆家・外交官。規則により除籍、1836年死去
9. トロフィーム＝ジェラール・ド・ラリー＝トランダル Trophime-Gérard de Lally-Tollendal 1816年-1830年、政治家
10. ジャン＝バティスト・サンソン・ド・ポンジェヴィル Jean-Baptiste Sanson de Pongerville 1830年-1870年、詩人
11. グザヴィエ・マルミエ Xavier Marmier 1870年-1892年、小説家・詩人
12. アンリ・ド・ボルニエ Henri de Bornier 1893年-1901年、劇作家・詩人
13. エドモン・ロスタン Edmond Rostand 1901年-1918年、劇作家・詩人
14. ジョゼフ・ベディエ Joseph Bédier 1920年-1938年、言語学者
15. ジェローム・タロー Jérôme Tharaud 1938年-1953年、小説家
16. ジャン・コクトー Jean Cocteau 1955年-1963年、劇作家・詩人・振付師・映画監督・画家
17. ジャック・リュフ Jacques Rueff 1964年-1978年、経済学者・上級官僚
18. ジャン・デュトゥール Jean Dutourd 1978年-2011年、小説家
19. マイケル・エドワーズ Michael Edwards 2013年選出、文学者

## 座席番号32
1. クロード・ファーヴル・ド・ヴォージュラス Claude Favre de Vaugelas 1634年-1650年、文法学者
2. ジョルジュ・ド・スキュデリー Georges de Scudéry 1650年-1667年、小説家・劇作家・詩人
3. フィリップ・ド・ダンジョー Philippe de Dangeau 1667年-1720年、軍人・総督・外交官
4. ルイ・フランソワ・アルマン・ド・ヴィニュロー・デュ・プレシ Louis-François-Armand du Plessis de Richelieu 1720年-1788年、軍人・放蕩者・政治家
5. フランソワ＝アンリ・ダルクール François-Henri d'Harcourt 1788年-1802年、軍人
6. リュシアン・ボナパルト Lucien Bonaparte 1803年-1816年、政治家、規則により除名
7. ルイ＝シモン・オージェ Louis-Simon Auger 1816年-1829年、ジャーナリスト・劇作家
8. シャルル＝ギヨーム・エティエンヌ Charles-Guillaume Étienne 1829年-1845年、詩人・劇作家（座席番号25参照）
9. アルフレッド・ド・ヴィニー Alfred de Vigny 1845年-1863年、詩人
10. カミーユ・ドゥーセ Camille Doucet 1865年-1895年、詩人・劇作家
11. シャルル・コスタ・ド・ボールガール Charles Costa de Beauregard 1896年-1909年、歴史家・政治家
12. イッポリト・ラングロワ Hippolyte Langlois 1911年-1912年、軍人
13. エミール・ブートルー Émile Boutroux 1912年-1921年、哲学者・哲学史家
14. ピエール・ド・ノラック Pierre de Nolhac 1922年-1936年、歴史家・美術史家・詩人
15. ジョルジュ・グラント Georges Grente 1936年-1959年、聖職者・歴史家・随筆家
16. アンリ・マシス Henri Massis 1960年-1970年、随筆家・文学評論家・文学史家
17. ジョルジュ・イザール Georges Izard 1971年-1973年、政治家・弁護士・ジャーナリスト・随筆家
18. ロベール・アロン Robert Aron 1974年-1975年、歴史家・随筆家
19. モーリス・ランス Maurice Rheims 1976年-2003年、小説家・美術 歴史家
20. アラン・ロブ＝グリエ Alain Robbe-Grillet 2004年-2008年、小説家・映画監督
21. フランソワ・ヴェイエルガンス François Weyergans 2009年-2019年、小説家・映画監督
22. パスカル・オリー Pascal Ory 2021年選出、歴史家

## 座席番号33
1. ヴァンサン・ヴォワチュール Vincent Voiture 1634年-1648年、詩人
2. フランソワ＝ウデ・ド・メズレー François-Eudes de Mézeray 1648年-1683年、弁護士
3. ジャン・バルビエ・ドクール Jean Barbier d'Aucour 1683年-1694年、弁護士
4. フランソワ・ド・クレルモン＝トネール François de Clermont-Tonnerre 1694年-1701年、聖職者
5. ニコラ・ド・マレジュー Nicolas de Malézieu 1701年-1727年、批評家・詩人
6. ジャン・ブーイエ Jean Bouhier 1727年-1746年、行政官・考古学者
7. ヴォルテールことフランソワ＝マリー・アルエ François-Marie Arouet dit Voltaire 1746年-1778年、劇作家・歴史家・哲学者・詩人
8. ジャン＝フランソワ・デュシー Jean-François Ducis 1778年-1816年、詩人・劇作家
9. レーモン・ド・セーズ Raymond de Sèze 1816年-1828年、弁護士
10. バラント男爵プロスペル・ブリュジエール Prosper Brugière, baron de Barante 1828年-1866年、政治家
11. ジョゼフ・グラトリー Joseph Gratry 1867年-1872年、聖職者・哲学者
12. ルネ・タイヤンディエ René Taillandier 1873年-1879年、政治家
13. マクシム・デュ・カン Maxime Du Camp 1880年-1894年、随筆家・小説家
14. ポール・ブールジェ Paul Bourget 1894年-1935年、小説家、詩人・劇作家
15. エドモン・ジャルー Edmond Jaloux 1936年-1949年、小説家、文学評論家・文学史家
16. ジャン＝ルイ・ヴォードワイエ Jean-Louis Vaudoyer 1950年-1963年、小説家・詩人・随筆家・美術史家
17. マルセル・ブリオン Marcel Brion 1964年-1984年、小説家・美術史家・随筆家
18. ミシェル・モール Michel Mohrt 1985年-2011年、編集者・随筆家・小説家・文学史家
19. ドミニク・ボナ Dominique Bona 2013年選出、小説家

## 座席番号34
1. オノラ・ド・ポルシェール・ロジエ Honorat de Porchères Laugier 1634年-1653年、詩人
2. ポール・ペリッソン Paul Pellisson 1653年-1693年、歴史家
3. フランソワ・ド・ラ・モート・フェヌロン François de Salignac de La Mothe Fénelon 1693年-1715年、聖職者・随筆家
4. クロード・グロ・ド・ボーズ Claude Gros de Boze 1715年-1753年、博学者・貨幣研究家
5. クレルモン伯ルイ・ド・ブルボン＝コンデ Louis de Bourbon Condé de Clermont 1753年-1771年、聖職者
6. ピエール＝ローラン・ビュイレット・ド・ベロワ Pierre-Laurent Buirette de Belloy 1771年-1775年、劇作家・俳優
7. エマニュエル＝フェリシテ・ド・デュルフォール・ド・デュラ Emmanuel-Félicité de Durfort de Duras 1775年-1789年、政治家・軍人
8. ドミニク＝ジョゼフ・ガラ Dominique-Joseph Garat 1803年-1816年、政治家・弁護士・哲学者。規則により除籍、1829年の再入会を拒む。1833年死去
9. ルイ＝フランソワ・ド・ボーセ Louis-François de Bausset 1816年-1824年、聖職者・政治家
10. イアサント＝ルイ・ド・ケラン Hyacinthe-Louis de Quélen 1824年-1839年、聖職者
11. マチュー・モレ Mathieu Molé 1840年-1855年、政治家
12. フレデリック＝アルフレッド・ド・ファルー Frédéric-Alfred de Falloux 1856年-1886年、政治家・歴史家
13. オクターヴ・グレアール Octave Gréard 1886年-1904年、上級官僚、文学史家・文学評論家
14. エミール・ジュバール Émile Gebhart 1904年-1908年、美術史家・文学史家・文学評論家
15. レイモン・ポワンカレ Raymond Poincaré 1909年-1934年、国家元首・政治家・弁護士・随筆家
16. ジャック・バンヴィル Jacques Bainville 1935年-1936年、歴史家・ジャーナリスト
17. ジョゼフ・ド・ペキドゥ Joseph de Pesquidoux 1936年-1946年、小説家・随筆家
18. モーリス・ジュヌヴォワ Maurice Genevoix 1946年-1980年、小説家
19. ジャック・ド・ブルボン・ビュッセ Jacques de Bourbon Busset 1981年-2001年、政治家・随筆家・小説家
20. フランソワ・チェン François Cheng 2002年選出、詩人・翻訳家・小説家

## 座席番号35
1. アンリ＝ルイ・アベール・ド・モンモール Henri-Louis Habert de Montmort 1634年-1679年、ホテル経営者
2. ルイ・イルラン・ド・ラヴォー Louis Irland de Lavau 1679年-1694年、聖職者
3. ジャン＝フランソワ＝ポール・ルフェーヴル・コマルタン Jean-François-Paul Lefèvre Caumartin 1694年-1733年、聖職者
4. フランソワ＝オーギュスタン・パラディ・ド・モンクリフ François-Augustin Paradis de Moncrif 1733年-1770年、詩人・音楽家・劇作家
5. ジャン＝アルマン・ド・ロクロール Jean-Armand de Roquelaure 1771年-1818年、聖職者
6. ジョルジュ・キュヴィエ Georges Cuvier 1818年-1832年、古生物学者
7. アンドレ・デュパン André Dupin 1832年-1865年、政治家・弁護士
8. アルフレッド＝オーギュスト・キュヴィエ＝フルリー Alfred-Auguste Cuvillier-Fleury 1866年-1887年、歴史家・文学評論家
9. ジュール・クラルティ Jules Claretie 1888年-1913年、小説家・劇作家・評論家
10. ジョゼフ・ジョフル Joseph Joffre 1918年-1931年、政治家・軍人
11. マキシム・ウェイガン Maxime Weygand 1931年-1965年、軍人
12. ルイ・ルプランス＝ランゲ Louis Leprince-Ringuet 1966年-2000年、物理学者・通信技師・科学歴史家・随筆家
13. イヴ・プリカン Yves Pouliquen 2001年-2020年、内科医
14. アントワーヌ・コンパニョン Antoine Compagnon 2022年選出、文学者

## 座席番号36
1. マラン・キュロー・ド・ラ・シャンブル Marin Cureau de La Chambre 1634年-1669年、内科医・哲学者
2. ピエール・キュロー・ド・ラ・シャンブル Pierre Cureau de La Chambre 1670年-1693年、聖職者
3. ジャン・ド・ラ・ブリュイエール Jean de La Bruyère 1693年-1696年、随筆家・道学者
4. クロード・フルーリ Claude Fleury 1696年-1723年、聖職者
5. ジャック・アダム Jacques Adam 1723年-1735年、言語学者
6. ジョゼフ・セギー Joseph Séguy 1736年-1761年、聖職者
7. ルイ＝ルネ＝エドゥアール・ド・ロアン＝ゲメネー Louis-René-Édouard de Rohan-Guéménée 1761年-1803年、聖職者・政治家・哲学者・詩人
8. ジャン・ドヴェーヌ Jean Devaines 1803年、官僚
9. エヴァリスト・ド・フォルジュ・ド・パルニ Évariste de Forges de Parny 1803年-1814年、詩人
10. ヴィクトール＝ジョゼフ＝エティエンヌ・ド・ジュイ Victor-Joseph-Étienne de Jouy 1815年-1846年、ジャーナリスト・評論家・劇作家
11. アドルフ＝ジョゼフ・シモニス・エンピス Adolphe-Joseph Simonis Empis 1847年-1868年、詩人・劇作家
12. オーギュスト・バルビエ Auguste Barbier 1869年-1882年、詩人
13. アドルフ・ペロー Adolphe Perraud 1882年-1906年、聖職者
14. フランソワ＝デジレ・マチュー François-Désiré Mathieu 1906年-1908年、聖職者・歴史家
15. ルイ・デュシェーヌ Louis Duchesne 1910年-1922年、聖職者・歴史家・言語学者
16. アンリ・ブレモン Henri Brémond 1923年-1933年、聖職者・文学史家・文学評論家
17. アンドレ・ベルソール André Bellessort 1935年-1942年、随筆家・文学評論家・歴史家・文学史家
18. ルネ・グルッセ René Grousset 1946年-1952年、美術史家
19. ピエール・ガゾット Pierre Gaxotte 1953年-1982年、歴史家・ジャーナリスト
20. ジャック・スーステール Jacques Soustelle 1983年-1990年、社会学者（ラテンアメリカ）・民族学者・政治家・随筆家
21. ジャン＝フランソワ・ドニオー Jean-François Deniau 1992年-2007年、政治家・随筆家・小説家
22. フィリップ・ボーサン Philippe Beaussant 2008年-2016年、小説家・音楽学者
23. バルバラ・カッサン Barbara Cassin 2018年選出、文献学者、哲学者

## 座席番号37
1. ダニエル・エー・デュ・シャストレ・ド・シャンボン Daniel Hay du Chastelet de Chambon 1635年-1671年、聖職者・数学者
2. ジャック＝ベニーニュ・ボシュエ Jacques-Bénigne Bossuet 1671年-1704年、聖職者・歴史家
3. メルシオール・ド・ポリニャック Melchior de Polignac 1704年-1741年、聖職者・政治家・言語学者・詩人
4. オデ＝ジョゼフ・ジリ Odet-Joseph Giry 1741年-1761年、聖職者
5. シャルル・バトゥー Charles Batteux 1761年-1780年、聖職者
6. アントワーヌ＝マラン・ルミエール Antoine-Marin Lemierre 1780年-1793年、詩人・劇作家
7. フェリックス＝ジュリアン＝ジャン・ビゴ・ド・プレアムヌー Félix-Julien-Jean Bigot de Préameneu 1803年-1825年、政治家・弁護士
8. マチュー・ド・モンモランシー Mathieu de Montmorency 1825年-1826年、政治家・外交官
9. アレクサンドル・ギロー Alexandre Guiraud 1826年-1847年、劇作家・詩人・小説家
10. ジャン＝ジャック・アンペール Jean-Jacques Ampère 1847年-1864年、文学史家
11. リュシアン＝アナトール・プレヴォ＝パラドル Lucien-Anatole Prévost-Paradol 1865年-1870年、文学、評論家
12. カミーユ・ルッセ Camille Rousset 1871年-1892年、歴史家
13. ポール・テュロー＝ダンジャン Paul Thureau-Dangin 1893年-1913年、歴史家
14. ピエール・ド・ラ・ゴルス Pierre de La Gorce 1914年-1934年、歴史家・行政官・弁護士
15. モーリス・ド・ブロイ Maurice de Broglie 1934年-1960年、軍人・物理学者
16. ウジェーヌ・ティスラン Eugène Tisserant 1961年-1972年、聖職者・言語学者
17. ジャン・ダニエルー Jean Daniélou 1972年-1974年、聖職者・神学者・歴史家・随筆家
18. ロベール＝アンブロワーズ＝マリー・カレ Robert-Ambroise-Marie Carré 1975年-2004年、聖職者
19. ルネ・ジラール René Girard 2005年-2015年、哲学者
20. ミシェル・ザンク Michel Zink 2017年選出、小説家、中世学者、文献学者

## 座席番号38
1. オージェ・ド・モレオン・ド・グラニエ Auger de Moléon de Granier 1635年-1636年、聖職者? 窃盗により除籍、1650年死去
2. バルタザール・バロ Balthazar Baro 1636年-1650年、劇作家・詩人
3. ジャン・ドゥジャ Jean Doujat 1650年-1688年、弁護士
4. ウジェーヌ・ルノドー Eusèbe Renaudot 1688年-1720年、聖職者
5. アンリ＝エマニュエル・ド・ロケット Henri-Emmanuel de Roquette 1720年-1725年、聖職者
6. ピエール・ド・パルデラン・ダンタン Pierre de Pardaillan d'Antin 1725年-1733年、聖職者
7. ニコラ＝フランソワ・デュプレ・ド・サン＝モール Nicolas-François Dupré de Saint-Maur 1733年-1774年、経済学者・統計学者
8. ギヨーム＝クレティアン・ド・ラモワニョン・ド・マルシュルブ Guillaume-Chrétien de Lamoignon de Malesherbes 1775年-1794年、政治家・行政官。断頭（ギロチン）刑
9. フランソワ・アンドリュー François Andrieux 1803年-1833年、弁護士・詩人・劇作家
10. アドルフ・ティエール Adolphe Thiers 1833年-1877年、政治家・歴史家
11. アンリ・マルタン Henri Martin 1878年-1883年、歴史家
12. フェルディナン・ド・レセップス Ferdinand de Lesseps 1884年-1894年、外交官
13. アナトール・フランス Anatole France 1896年-1924年、小説家・詩人
14. ポール・ヴァレリー Paul Valéry 1925年-1945年、詩人、文学評論家・随筆家
15. アンリ・モンドール Henri Mondor 1946年-1962年、外科医・内科医・文学史家・科学史家
16. ルイ・アルマン Louis Armand 1963年-1971年、鉱山技師・官僚・経済学者
17. ジャン＝ジャック・ゴーティエ Jean-Jacques Gautier 1972年-1986年、演劇評論家・小説家・ジャーナリスト・随筆家
18. ジャン＝ルイ・キュルティス Jean-Louis Curtis 1986年-1995年、小説家・随筆家
19. フランソワ・ジャコブ François Jacob 1996年-2013年、生物学者
20. マルク・ランブロン Marc Lambron 2014年選出、小説家

## 座席番号39
1. ルイ・ジリ Louis Giry 1636年-1665年、弁護士
2. クロード・ボワイエ Claude Boyer 1666年-1698年、聖職者・劇作家・詩人
3. シャルル＝クロード・ジュネスト Charles-Claude Genest 1698年-1719年、聖職者
4. ジャン＝バティスト・デュボス Jean-Baptiste Dubos 1720年-1742年、聖職者・歴史家
5. ジャン＝フランソワ・デュ・バレー・デュ・レズネル Jean-François Du Bellay du Resnel 1742年-1761年、聖職者
6. ベルナール＝ジョゼフ・ソーラン Bernard-Joseph Saurin 1761年-1781年、弁護士・詩人
7. コンドルセ侯爵ジャン＝アントワーヌ＝ニコラ・ド・カリター Jean-Antoine-Nicolas de Caritat、marquis de Condorcet 1782年-1794年、哲学者・数学者。獄中で服毒自殺
8. ガブリエル・ヴィラール Gabriel Villar 1803年-1826年、聖職者
9. シャルル＝マリー＝ドリモン・ド・フェレット Charles-Marie-Dorimond de Féletz 1826年-1850年、聖職者
10. デジレ・ニザール Désiré Nisard 1850年-1888年、随筆家
11. ウジェーヌ＝メルシオール・ヴォギュエ Eugène-Melchior de Vogüé 1888年-1910年、随筆家・歴史家・文学評論家・外交官
12. アンリ・ド・レニエ Henri de Régnier 1911年-1936年、詩人、小説家・随筆家
13. ジャック・ド・ラクルテール Jacques de Lacretelle 1936年-1985年、小説家
14. ベルトラン・ポワロ＝デルペシュ Bertrand Poirot-Delpech 1986年-2006年、ジャーナリスト・随筆家・小説家
15. ジャン・クレール Jean Clair 2008年選出、小説家・随筆家・ジャーナリスト

## 座席番号40
1. ダニエル・ド・プリエザック Daniel de Priézac 1639年-1662年、法学博士
2. ミシェル・ル・クレール Michel Le Clerc 1662年-1691年、弁護士
3. ジャック・ド・トゥレー Jacques de Tourrei 1692年-1714年、翻訳家
4. ジャン＝ロラン・マレ Jean-Roland Mallet 1714年-1736年、王室従者
5. ジャン＝フランソワ・ボワイエ Jean-François Boyer 1736年-1755年、聖職者
6. ニコラ・ティレル・ド・ボワモン Nicolas Thyrel de Boismont 1755年-1786年、聖職者
7. クロード＝カルロマン・ド・リュリエール Claude-Carloman de Rulhière 1787年-1791年、外交官・詩人・歴史家
8. ピエール＝ジャン＝ジョルジュ・カバニス Pierre-Jean-Georges Cabanis 1803年-1808年、内科医・生理学者
9. アントワーヌ＝ルイ＝クロード・デステュット・ド・トラシー Antoine-Louis-Claude Destutt de Tracy 1808年-1836年、哲学者
10. フランソワ・ギゾー François Guizot 1836年-1874年、政治家・歴史家
11. ジャン＝バティスト・デュマ Jean-Baptiste Dumas 1875年-1884年、政治家・化学者
12. ジョゼフ・ベルトラン Joseph Bertrand 1884年-1900年、数学者・科学史家
13. マルスラン・ベルトロ Marcellin Berthelot 1900年-1907年、政治家・化学者・随筆家・科学史家
14. フランシス・シャルム Francis Charmes 1908年-1916年、外交官・ジャーナリスト
15. ジュール・カンボン Jules Cambon 1918年-1935年、外交官・弁護士・高級公務員
16. リュシアン・ラカーズ Lucien Lacaze 1936年-1955年、海軍将官
17. ジャック・シャストネ Jacques Chastenet 1956年-1978年、ジャーナリスト・歴史家・外交官
18. ジョルジュ・デュメジル Georges Dumézil 1978年-1986年、言語学者・文明史家
19. ピエール＝ジャン・レミ Pierre-Jean Rémy 1988年-2010年、外交官・小説家・随筆家
20. グザヴィエ・ダルコス Xavier Darcos 2013年選出、官僚・政治家